# 中崎奈美子
中崎 奈美子（なかざき なみこ）は、福岡県を拠点に活動するフリーアナウンサー。オフィス・ミラソール所属。既婚。

## 履歴
2000年から週末限定でKTNテレビ長崎のニュースを担当。この間、平日にTVQ九州放送で「TXNニュースアイ福岡」にも出演していた時期がある。
KTNとの契約は2005年12月31日をもって満了。以後は地元福岡県に腰を据えて活動している。

## 現在の担当番組
現在は特に無し

## 過去の出演番組
- KTNスーパーニュースWEEKEND（テレビ長崎）
- KTNニュース（同上）
- 土曜NEWSファイル CUBE リポーター（テレビ西日本）
本山順子が妊娠・出産したことによる“代役”としての起用だった。本山復帰・池田史の定着により2007年3月で降板。